# كلمة (مجلة)

شعار كلمة

كلمة، هي مجلة إخبارية تونسية أسستها عام 2000  الناشطة الحقوقية سهام بن سدرين. قدمت المجلة أكثر من مطلب للحصول على ترخيص دون جدوى مما أجبرها على الاقتصار على موقعها على الانترنت المحجوب في تونس. يتولى إدارة التحرير زوج بن سدرين، عمر المستيري في حين كان يرأس هيئة التحرير نزيهة رجيبة (أم زياد) مع سهام بن سدرين قبل أن تنسحب الأولى للاختلاف في توجه التحريري. يتعاون مع كلمة عدة وجوه للمعارضة التونسية مثل الصحفي توفيق بن بريك والمحامي محمد عبو ونائب رئيس حزب المؤتمر من أجل الجمهورية غير المعترف به عبد الرؤوف العيادي، كما يشغل خطة رئيس قسم الأخبار الإسلامي طه بعزاوي المعروف بإمضاءه الصحفي «صابر التونسي». تتطرق المجلة إلى مواضيع جريئة كأخبار صفقات تخص أصهار الرئيس زين العابدين بن علي والخلافات داخل التجمع الدستوري الديمقراطي الحاكم وحوادث ومواضيع اجتماعية تتجنب عادة الصحف القانونية الكتابة عنها. تتعرض المجلة وطاقمها إلى ضغوطات دورية من طرف السلطات والمقربين منها عبر مهاجمة بن سدرين في الصحف أو التضييق على تحركات مراسليها. للمجلة أيضا راديو أطلقت عام 2008 تبث عبر الأقمار صناعية من إيطاليا منذ 26 جانفي 2009. للمجلة وراديو كلمة مراسلين جهويين في مدينة تونس والمهدية وصفاقس وقابس وقفصة والمنستير، يشرف عليهم مولدي الزوابي الملاحق حاليا قضائيا بتهمة الاعتداء والقذف على شخص يؤكد الزوابي أنه محرّك من طرف السلطات. يقع مقر المجلة والراديو في نهج أبوظبي في حي لافايات وسط العاصمة.
تحصل راديو كلمة على الترخيص القانوني بعد توصية من الهيئة العليا لإصلاح الاعلام وتم تعزيز الراديو بعدد من الوجوه الشابة وتم اسناد نيابة رئيس التحرير إلى مراسل الراديو في المنستير السيد عامر عياد

### وصلات خارجية
- موقع كلمة.